# Hasenheide (Straße)
Der Straßenzug Hasenheide in Berlin befindet sich nördlich des Volksparks Hasenheide und erstreckt sich vom Südstern bis zum Hermannplatz. Zum Ortsteil Neukölln gehört die Südseite mit dem Volkspark und dem alten Turnplatz, zum Ortsteil Kreuzberg die Nordseite mit den früheren Schultheiss-Festsälen.

## Weg durch die Heide

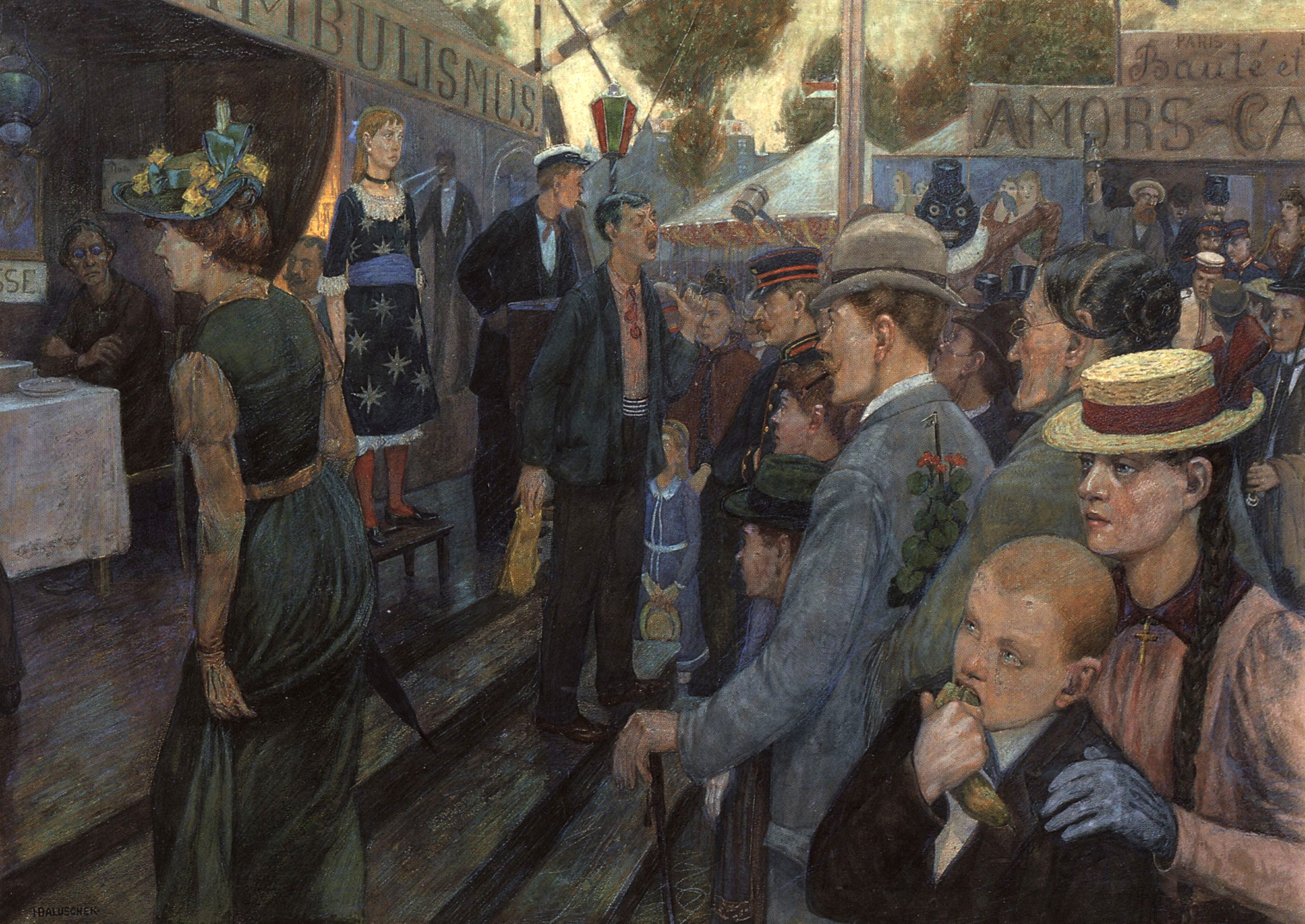
Vergnügungspark Alte Hasenheide,
Hans Baluschek, 1895

Der Weg führte ursprünglich mitten durch das 1678 angelegte, dem Gebiet seinen Namen gebende kurfürstliche Hasengehege bis zum Rollkrug, einer Pferdewechselstation mit Bierschänke (seit 1737). Hier wurde 1811 auf Betreiben von Friedrich Ludwig Jahn der erste öffentliche Turnplatz Deutschlands eingeweiht, der allerdings nicht zuletzt auch der militärisch orientierten Körperertüchtigung diente. Das im Volkspark in der Nähe des Eingangs stehende Jahndenkmal erinnert seit 1872 an den Initiator der Deutschen Turnbewegung, Friedrich Ludwig Jahn (Turnvater Jahn).
Die Abgelegenheit des Geländes war ausschlaggebend dafür, dass sich hier um 1828 eine Pensionsanstalt der Madame W. C. Kamptz für Blödsinnige im 1. Pfaffenländischen Haus ansiedeln konnte.
Im Jahr 1854 wurde das an die heutige Blücherstraße anschließende Wegstück zwischen dem heutigen Südstern und dem Hermannplatz zur Chaussee ausgebaut, für die sich der Name ‚Hasenhaide‘ (seit 1907 ‚Hasenheide‘ geschrieben) einbürgerte. Die verbesserten Straßenverhältnisse trugen nicht unerheblich dazu bei, die Popularität des seit den 1840er Jahren zu einem beliebten Ausflugsziel gewordenen Gebietes mit seinen zahlreichen Bier- und Kaffeegärten noch weiter zu steigern. Wer einen richtigen „Rummel“ liebte, den lockten Schaubuden, Schießstände, Verkaufsbuden und Militärkonzerte.

## Biergärten, Festsäle und Ballhäuser

Die Neue Welt im Jahr 1881;
Aquarell von K. Steinberg

Am Ostende der Straße, bereits auf Rixdorfer Gebiet, ließ der Kaufmann C. Kelch auf dem Gelände der Lehmgrube der ehemaligen Braunschen Ziegelei 1867 eine Brauerei mit Ausschankgarten errichten, die Bergbrauerei Hasenhaide genannt wurde. 1880 pachtete der Gastronom Rudolf Sternecker Garten und Ausschank und errichtete hier ein Vergnügungslokal großen Stils, das er wegen seiner Lage am entfernten Stadtrand Neue Welt nannte. Außer den üblichen Volksbelustigungen gab es die Indische Halle, davor eine große Teichanlage mit Springbrunnen und Kaskaden, ein Hippodrom, eine Freiluftmanege sowie eine Halle für den Bal champêtre – den „ländlichen Ball“. Eine besondere Attraktion des Parks war die elektrische Eisenbahn, die Werner von Siemens schon 1879 auf der Gewerbe-Ausstellung in Moabit vorgeführt hatte.

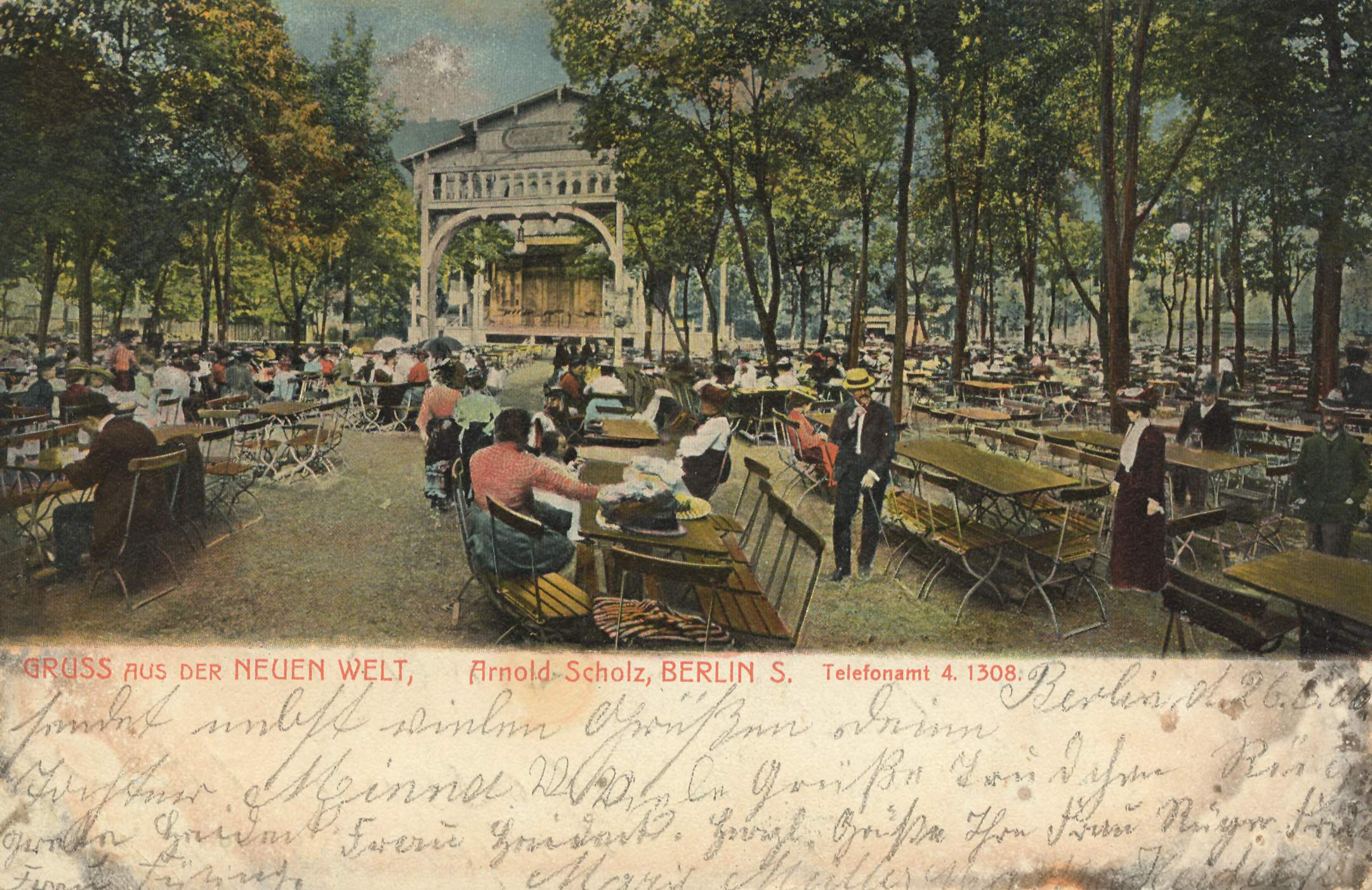
Biergarten Neue Welt; Ansichtskarte von 1905

Anstelle der großen Gartenhalle und des Ballhauses entstand 1902 ein großer Saalbau, an den 1910 ein kleinerer Saal angefügt wurde. Die neuen Säle sahen die Bockbierfeste, die Arbeiterkundgebungen sowie die vielen Weihnachtsfeiern, Sommerfeste und Branchentreffen, die Vereine und Verbände – insbesondere des grafischen Gewerbes – in der Neuen Welt ausrichteten. Im Zweiten Weltkrieg wurden die Saalbauten schwer beschädigt. 1946 wurde der große Saal wieder aufgebaut und sollte als Varieté-Bühne die Tradition des zerstörten Wintergartens fortführen. Dieser Plan ließ sich jedoch nicht verwirklichen, und so wurde unter dem Namen Wintergarten zunächst ein großes Kino daraus, das dem beliebten Primus Palast auf der anderen Straßenseite Konkurrenz machte.
Außer der seit 1875 als Bergschloßbrauerei (‚Neue Welt‘) firmierenden Bergbrauerei nennt der Baedeker von 1910 als weitere Brauerei mit Garten die von Franz Happoldt in der Hasenheide 32–38 an der Ecke zur Graefestraße. Sie wurde verkauft und gelangte 1920 schließlich in den Besitz der Schultheiss-Brauerei, die den ältesten Teil der Brauereigebäude umbauen und mit einem Festsaal ausstatten ließ, der den Namen Orpheum trug. Aus diesem Etablissement ging 1951 das bekannte Neue Ballhaus Resi hervor, das Besucher mit Attraktionen wie Tischtelefone, Wasserspiele und einer Rohrpostanlage lockte.
Zum Ensemble der Resi-Wasserspiele gehörte in den 1950er bis 1970er Jahre der zur ehemaligen Unionsbrauerei gehörige Kaisersaal. Dieser ist auch das letzte Überbleibsel des legendären Ballhauses. Der Gebäudekomplex, insbesondere die Fassaden in der Graefestraße und Hasenheide wurden 1979 nach Insolvenz des Betreibers (1978) abgerissen, der Kaiserballsaal sollte allerdings an die Ballhauszeiten im erweiterten Resi-Ensemble erinnern. Dieses Brauerei- und Resi-Überbleibsel beherbergte nach dem Rundumabriss noch einige Jahre eine Bibliothek und steht im Westen nahezu unberührt auf dem heutigen Gelände der Deutschen Rentenversicherung.

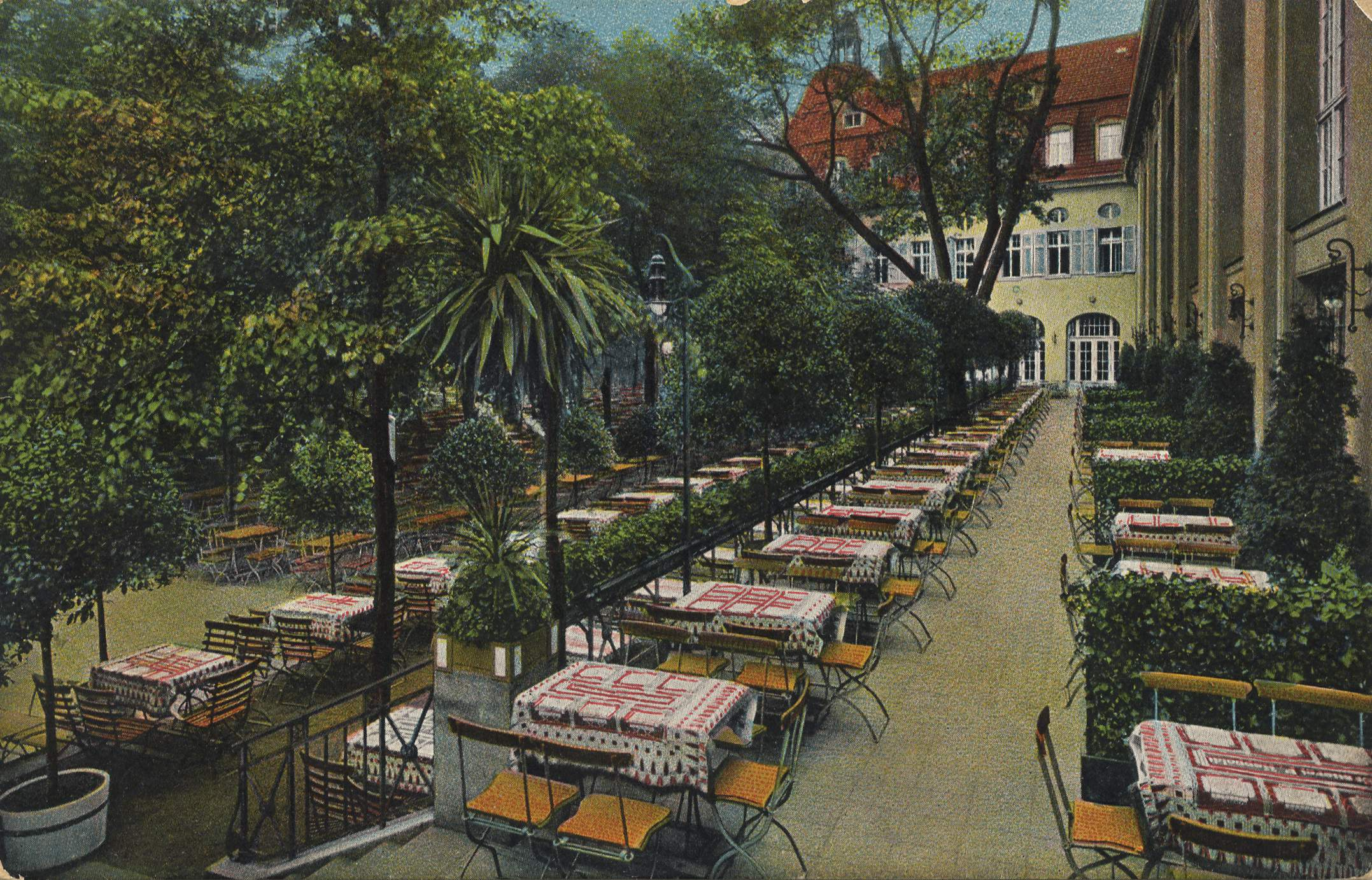
Rechts der heute noch verbliebene Kaiserballsaal als Relikt des Resi-Ensembles
Foto von 1912

Auch die Berliner Unions-Brauerei in der Hasenheide 22–31, zu der damaligen Zeit eine der größten Brauereien Berlins, unterhielt einen Biergarten. Das Unternehmen ließ 1889/1890 von Wilhelm Walter (1853–1943) den Kaisersaal (Nr. 31) errichten, der als einziges Gebäude erhalten geblieben ist und heute – wie auch die Höfe am Südstern (Nr. 54) – unter Denkmalschutz steht. Diese Brauerei wurde 1914 zur Abteilung VI der Schultheiss-Brauerei.

## Von der Pferde-Eisenbahn zur „Elektrischen“
Das vom Maler K. Steinberg 1881 festgehaltene Leben und Treiben auf der Straße vor der Neuen Welt zeigt neben anderem zwei verschiedene Pferdebahnwagen. Sie fuhren für die Große Berliner Pferde-Eisenbahn auf der 6,13 km langen Strecke Dönhoffplatz – Hallesches Tor – Hasenheide – Rixdorf. Die erste elektrische Straßenbahn durch die Hasenheide fuhr am 1. Juli 1899. Sie gehörte zu einer über Rixdorf, Britz, Tempelhof, Schöneberg und Kreuzberg führenden, von der Südlichen Berliner Vorortbahn betriebenen Ringlinie. Ab 1954 war die Verkehrspolitik darauf ausgerichtet, die Straßenbahnlinien nach und nach durch Omnibusse zu ersetzen. Am 15. November 1963 wurden schließlich auch die Gleise in der Hasenheide stillgelegt.

## Warenhaus am Hermannplatz
Ebenfalls zu den geschützten Objekten gehört das Warenhaus Karstadt (Nr. 1–6) am Hermannplatz, das 1929 eröffnet wurde und damals zu den größten Warenhäusern der Welt gehörte. Auf neun Stockwerken mit insgesamt rund 72.000 m² Nutzfläche (das KaDeWe hatte zu dieser Zeit weniger als 30.000 m²) waren anfangs rund 4000 Mitarbeiter beschäftigt. Der Monumentalbau besaß außerdem zwei 56 m hohe Türme, eine 4.000 m² große Dachterrasse, mehrere Lkw-Aufzüge sowie einen eigenen Zugang vom U-Bahnsteig; der Abschnitt Hasenheide – Bergstraße (heute: Südstern – Karl-Marx-Straße) der Untergrundbahn war am 11. April 1926 in Betrieb gegangen. Der Karstadt-Bau erwies sich schon bald als überdimensioniert. Durch die Wirtschaftskrise bedingt standen bereits 1932 mehrere Stockwerke leer.
Das Gebäude wurde 1945 von SS-Leuten gesprengt. Ein kleiner Gebäudeteil an der Hasenheide blieb erhalten, in ihm begann Ende Juli 1945 wieder der Verkauf. 1951 entstand nach den Plänen des Architekten Alfred Busse an der Hasenheide Ecke Hermannplatz ein viergeschossiger Bau, der an den alten Gebäudeteil anschloss. Weitere Aus- und Umbauten folgten in den Jahren 1954, 1976 und 2000.
2019 kam zu einer politischen Kontroverse über Pläne der Eigentümerin Signa Holding, das Gebäude abzureißen und mit einer Rekonstruktion der im Zweiten Weltkrieg zerstörten Fassade mit markanten Türmen neu zu bauen. Nach Ablehnung durch die zuständigen Bezirksämter zog der Senat das Verfahren an sich. Im Mai 2020 kam es als Kompromiss zu einer Absichtserklärung, die eine Erweiterung mit Türmen bei gleichzeitigem Erhalt des bestehenden Rohbaues vorsieht.

## Die Hasenheide heute

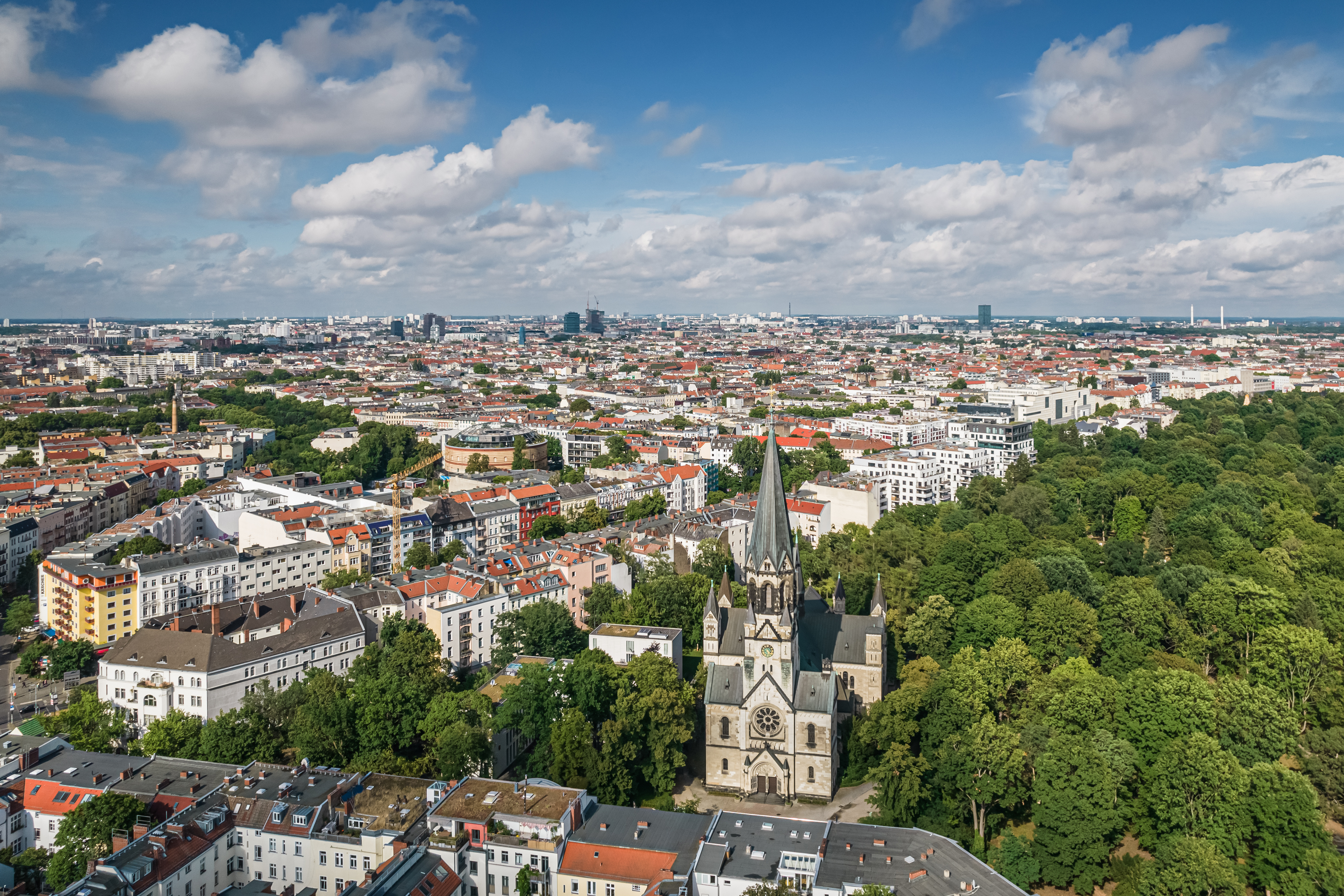
Luftbild: Mittig diagonal ist der Straßenzug der Hasenheide zu sehen

Die großen Biergärten und Tanzpaläste existieren nicht mehr. Das Resi wurde 1977 geschlossen. Jetzt befindet sich an dessen Stelle eine von den Architekten Rainer Oefelein und Bernhard Freund, die sich mit dem ursprünglich als innovativ beurteilten städtebaulichen Konzept der High-Deck-Siedlung einen Namen gemacht hatten, errichtete Wohnanlage.
Brauerei und Ausschank von Löwen-Böhmisch (ehemalige Bergschloßbrauerei) wurden 1974 an die Wohnungsbaugesellschaft Stadt und Land verkauft und 1975 geschlossen. Die 1956 wiedereröffnete, für ihre traditionellen Bockbierfeste bekannte Neue Welt war 1982 endgültig am Ende. Seit 1985 beherbergt der umgebaute Saalbau Supermärkte, Fitnesscenter und eine Automatenspiel-Dependance der Spielbank Berlin. Die ehemalige Gartenfläche dient als Kundenparkplatz. Im Haus Hasenheide 69 befindet sich seit einigen Jahren das Brauhaus Südstern.
Vor dem Haus Hasenheide 52/53 steht seit 2023 eine Gedenkstele für Lotte Hahm.
Am Rande des Jahn-Ehrenhains im Volkspark Hasenheide befindet sich zurzeit der Sri-Ganesha-Hindu-Tempel im Bau. Namensgebend ist die Gottheit Ganesha.

## Radverkehr

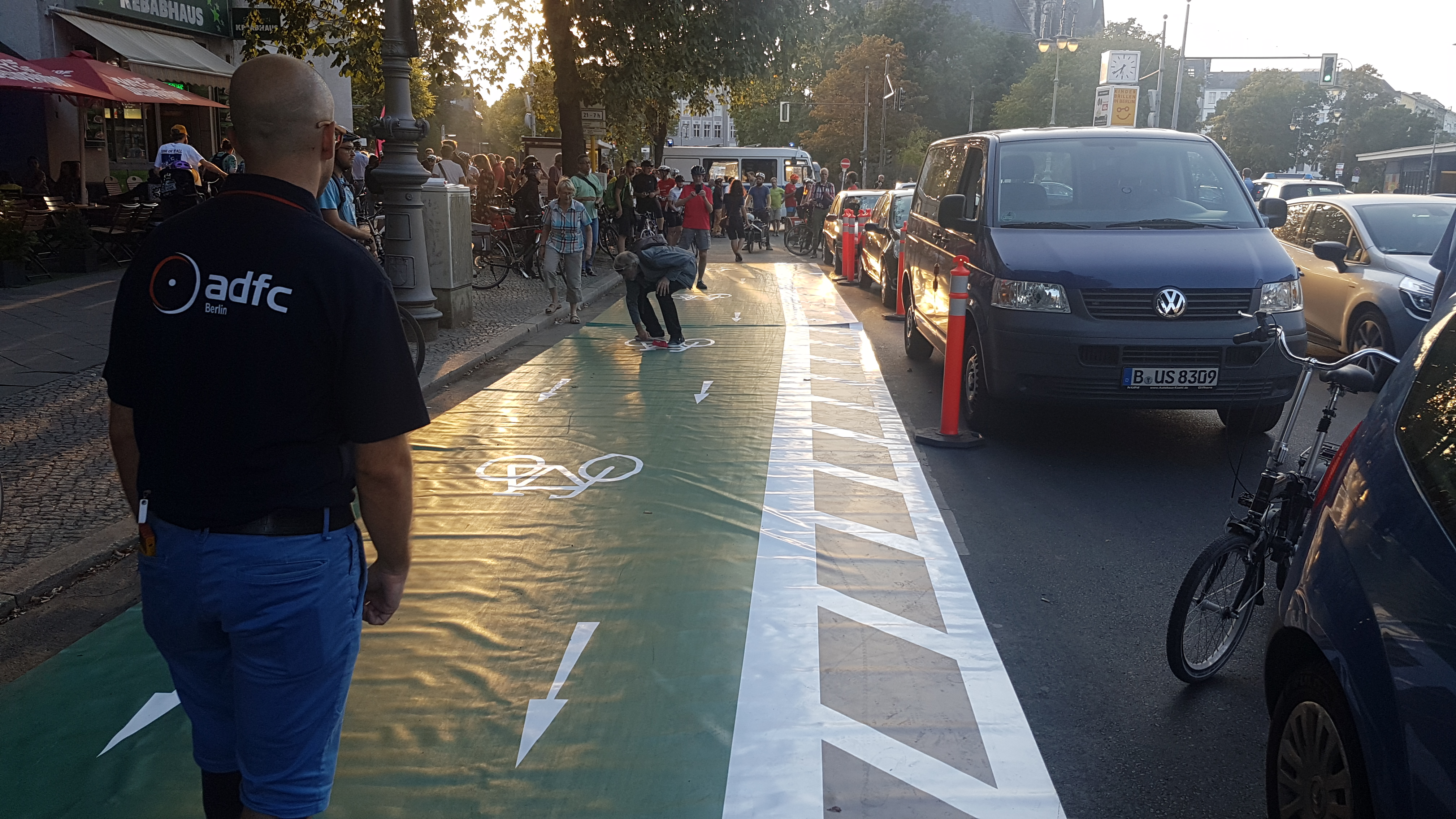
Darstellung des geplanten geschützten Radfahrstreifens nach Wünschen des ADFC

Vor 2019 existierte lediglich ein gepflasterter Radweg auf der Nordseite der Straße.
An der Südseite wurde der erste geschützte Radfahrstreifen gemäß dem Berliner Mobilitätsgesetz geplant. Vorgesehen war ein 2,25 m breiter grün eingefärbter, geschützter Radfahrstreifen vom Südstern in Kreuzberg zur Lucy-Lameck-Straße (damals noch Wissmannstraße) in Neukölln, durch etwa 90 cm hohe, rot-weiß markierte Plastikpoller vom motorisierten Verkehr getrennt. Die Poller sollten auf einer weiß schraffierte Pufferzone befestigt werden. Für die Umsetzung wurden Kosten in Höhe von 200.000 Euro veranschlagt. Verkehrssenatorin Regine Günther stellte den Radfahrstreifen als Musterbeispiel für einen neuen Radwegestandard im November 2017 auf der Berliner Fahrradkommunalkonferenz vor.
Der Baubeginn verzögerte sich auf September 2018, nachdem die Berliner Feuerwehr Bedenken angemeldet hatte, dass die Poller die Zufahrtswege versperren könnten. Um entsprechende Probleme zu vermeiden, sollten Modelle geprüft werden, die von der Feuerwehr problemlos überfahren werden können. Außerdem war eine lückenhafte Bestückung mit Pollern im Gespräch. Auch im September wurde jedoch nicht, wie geplant, mit dem Bau begonnen. Fahrradverbände wie der ADFC kritisieren den geplanten Radfahrstreifen als zu schmal, da nach Abzug erforderlicher Sicherheitsabstände nur 1,50 m für den Radverkehr verbleiben würden, was zum sicheren Überholen und zum Befahren mit Lastenrädern zu wenig sei. Tatsächlich ist der Radfahrstreifen entgegen den offiziellen Darstellungen nicht 2,25 m, sondern nur 1,75 m breit, was selbst das in den ERA festgeschriebene, bundesweit gültige Mindestmaß von Radfahrstreifen (1,85 m) unterschreitet. Grund dafür ist, dass an der Hasenheide regelwidrig der 50 cm breite Streifen der Regenabläufe zum Radfahrstreifen gezählt wurde. Es handelt sich dabei um einen häufig gemachten Fehler in der Planung.
Am 5. Februar 2019 gab das Bezirksamt Friedrichshain-Kreuzberg bekannt, dass auf einem ersten Abschnitt zwischen Südstern und der Fichtestraße mit den Bauarbeiten begonnen worden sei. Nach der Holzmarktstraße im Bezirk Mitte und dem Dahlemer Weg im Bezirk Steglitz-Zehlendorf war dies der dritte Bau eines geschützten Radfahrstreifens in Berlin. Die ersten Poller für einen etwa hundert Meter langen Abschnitt wurden am 21. Februar 2019 eingesetzt. Am 1. März wurde mit dem Bau des Abschnitts zwischen der Fichtestraße und der Lucy-Lameck-Straße begonnen. Die vollständige Fertigstellung des gesamten Radfahrstreifens vom Südstern bis zum Hermannplatz wurde wegen einer Baustelle, für die ein Betonsilo einen Teil der Fahrbahn blockierte, auf 2020 verschoben. Die Einweihung fand dennoch bereits am 16. April 2019 mit der Verkehrssenatorin Regine Günther und der Bezirksbürgermeisterin von Friedrichshain-Kreuzberg, Monika Herrmann, statt.